# Венера 2МВ-1 № 2
«Венера 2МВ-1 № 2» (известная как «Спутник 20») — советская автоматическая межпланетная станция, запущенная в 1962 году в рамках программы «Венера».
Из-за аварии разгонного блока космический аппарат не смог покинуть низкую околоземную орбиту и через несколько дней вновь вошел в атмосферу. Это был второй из двух космических аппаратов Венера 2МВ-1, оба из которых не смогли покинуть околоземную орбиту.

## Запуск
Старт автоматической межпланетной станции Венера 2МВ-1 № 2 был осуществлён 1 сентября 1962 года в 02:12:30 UTC на ракете-носителе «Молния» с пусковой площадки № 1 на космодроме «Байконур». Задача космической станции серии 2МВ заключалась в изучении Венеры с пролётной траектории.
Нижние ступени ракеты вывели четвертую ступень и полезную нагрузку на низкую околоземную орбиту. Верхняя ступень должна была воспламениться примерно через шестьдесят одну минуту и тридцать секунд после запуска, чтобы вывести космический корабль на гелиоцентрическую орбиту. Однако команда зажигания не дошла до двигателя, и топливные клапаны не открылись, поэтому разгонный блок не смог воспламениться, оставив полезную нагрузку на геоцентрической орбите. Он вновь вошел в атмосферу 6 сентября 1962 года, через пять дней после запуска.

## Обозначение космического корабля
Обозначения «Спутник 24», и позже «Спутник 20» использовались Военно-космическим командованием Соединенных Штатов для идентификации космического корабля в его документах по Сводке спутниковой информации, поскольку Советский Союз в то время не обнародовал внутренние обозначения своих космических кораблей, и не присвоил ему официального названия из-за того, что он не смог покинуть околоземную орбиту.